# Christos Tamanis
Christos Tamanis (griechisch Χρήστος Ταμάνης; * 22. Dezember 2000) ist ein zyprischer Leichtathlet, der sich auf den Stabhochsprung spezialisiert hat.

## Sportliche Laufbahn
Erste internationale Erfahrungen sammelte Christos Tamanis im Jahr 2017, als er bei den U20-Balkan-Meisterschaften in Pitești mit übersprungenen 4,80 m die Bronzemedaille gewann. Anschließend gewann er bei den U18-Weltmeisterschaften in Nairobi mit 4,85 m die Silbermedaille. Im Jahr darauf belegte er bei den U20-Balkan-Meisterschaften in Istanbul mit 4,40 m den vierten Platz und 2021 gelangte er bei den Balkan-Meisterschaften in Smederevo mit 5,00 m auf Rang neun. Im Jahr darauf belegte er bei den Balkan-Meisterschaften in Craiova mit 5,00 m den siebten Platz und wurde anschließend bei den Mittelmeerspielen in Oran mit 5,10 m Neunter. Daraufhin gelangte er bei den Commonwealth Games in Birmingham mit 5,15 m auf Rang sechs und brachte dann bei den U23-Mittelmeer-Meisterschaften in Pescara keinen gültigen Versuch zustande. 2023 blieg er bei der 2. Liga der Team-Europameisterschaft im Rahmen der Europaspiele in Chorzów ohne einen gültigen Versuch und zuvor gewann er bei den Spielen der kleinen Staaten von Europa (GSSE) in Marsa mit 5,20 m die Silbermedaille hinter dem für Monaco startenden Jean Woloch. Im August brachte er bei den World University Games in Chengdu erneut keine Höhe zustande.
In den Jahren 2020, 2022 und 2023 wurde Tamanis zyprischer Meister im Stabhochsprung.